# Фраумюнстер
Фраумюнстер (нем. Fraumünster) — бывшее аббатство на территории современной Швейцарии (Цюрих), основанное Людовиком II Немецким для своей дочери Хильдегарды в 853 году.

## История
Основатель наделил бенедиктинский монастырь землями кантонов Цюриха, Уни и лесами с холмов Албис, а также гарантировал неприкосновенность.
В 1045 году король Германии Генрих III даровал монастырю право владеть рынками, собирать пошлины и чеканить монеты, тем самым сделав аббатису главой города.
Император Фредерик II сделал аббатство территориально независимым от чьей-либо власти и усилил политическую власть аббатисы. Однако политическая власть монастыря начала медленно убывать с XIV в., после принятия «Закона гильдий» Рудольфом Бруном в 1336 году, который стал первым независимым главой города и не подчинялся аббатству.
Аббатство перестало существовать 30 ноября 1524 года в связи с реформацией, проведённой Ульрихом Цвингли.
Между Гросмюнстером и Фраумюнстером через реку Лиммат построен мост, названный в честь соборов Мюнстерским.